# Stenochlaena
Stenochlaena es un género  de helechos perteneciente a la familia  Blechnaceae. Se encuentra en el Sudeste de Asia y Norteamérica. Comprende 46 especies descritas y de estas, solo seis aceptadas.

## Taxonomía
El género fue descrito por John Smith  y publicado en Enumeratio Filicum 161. 1824. La especie tipo es:  Stenochlaena scandens J. Sm.

## Especies
- Stenochlaena areolaris (Harr.) Copel.
- Stenochlaena cochinchinensis (Fée) Underw.
- Stenochlaena hainanensis Ching & P.S. Chiu
- Stenochlaena palustris (Burm. f.) Bedd.
- Stenochlaena smithii (Fée) Underw.
- Stenochlaena tenuifolia (Desv.) Moore